# Lot de sauvetage et de protection contre les chutes
Vous pouvez aider à l'améliorer ou bien discuter des problèmes sur sa page de discussion.
- Il ne cite pas suffisamment ses sources. Vous pouvez indiquer les passages à sourcer avec {{référence nécessaire}} ou {{Référence souhaitée}}, et inclure les références utiles en les liant aux notes de bas de page. (Marqué depuis février 2024)
- Son texte doit être wikifié : il ne correspond pas à la mise en forme Wikipédia (style, typographie, liens internes, liens entre les wikis, etc.). (Marqué depuis février 2024)
- Il doit être recyclé. La réorganisation et la clarification du contenu sont nécessaires. (Marqué depuis février 2024)

- Archive Wikiwix
- Bing
- Cairn
- DuckDuckGo
- E. Universalis
- Gallica
- Google
- G. Books
- G. News
- G. Scholar
- Persée
- Qwant
- (zh) Baidu
- (ru) Yandex
- (wd) trouver des œuvres sur Wikidata

En France, le lot de sauvetage et de protection contre les chutes (LSPCC) est un matériel qui est utilisé dans le domaine du secours. Il permet d’évacuer une victime en danger. Ce matériel est résistant, il permet de remplir rapidement les missions d’un sapeur-pompier, même dans des situations extrêmes.

## Historique

### Matériels utilisés avant le LSPCC
L'ancêtre du lot de sauvetage est historiquement le cordage avec la sangle de sauvetage. Le Règlement d’Instruction et de Manœuvre (RIM) nous donne les différentes techniques pour extraire des victimes d’un bâtiment ou d’une excavation. Technique un peu rudimentaire, elle a cependant permis pendant de nombreuses années la réalisation de sauvetages. Le cordage est alors un agrès textile en chanvre d’une longueur de 20 m pour un diamètre de 15 à 20 mm. Sa charge de rupture est de 4 000 kg pour une charge de travail fixée à 800 kg. La sangle de sauvetage, quant à elle, mesure 2,66 m de long pour 6 cm de large avec une charge de travail maximale de 150 kg.
Ces informations conditionnent déjà le futur LSPCC avec notamment une charge de travail du triangle d’évacuation à 150 kg également. Le cordage s’utilisait en descente avec un dispositif de freinage au pied accompagné d’un tour mort sur un élément de la structure, et en traction simple à la main pour la remontée en excavation.

### Origines des évolutions
Le Lot tel que nous le connaissons n’a pas été créé en une seule fois. Au début des années 1980, pendant une manœuvre à la garde devant la hiérarchie, un sapeur-pompier de Paris chute lors d’une démonstration de sauvetage. La corde en chanvre, en se mettant en tension, a cassé un morceau de carrelage créant un angle saillant, entrainant la rupture de la corde.
Face à cet accident, des officiers de la BSPP invitent M. Jacques Lemesre (Société COUSIN) afin de comprendre cette défaillance de matériel et trouver une solution technique. À cette époque, une nouvelle génération de corde venait de se développer en fibres synthétiques (polyamide) avec des cordes à simple (11 m) et des cordes à double (8,5 mm). Voulant conserver les techniques d’évacuation, la BSPP demande une corde synthétique avec un diamètre suffisant pour être manipulée à la main, une corde de 11 mm est proposée (trop fine), puis une de 13 mm. Le matériel a connu une phase d’expérimentation au CS Issy les Moulineaux, siège du GREP, puis dans les différents groupements. On trouve alors dans les engins d’incendie de la BSPP une corde de 13 mm de diamètre, de 30 m de longueur, lovée dans une caisse avec des harnais gradé-sauveteur dissociés. Il n’y a pas encore de lot.
Cette époque voit une réflexion globale sur le sauvetage et les EPI (Équipements de Protection individuelle) avec notamment l’arrivée des harnais gradé-sauveteur (démarche d'évolution dissociée de celle des cordes).

### Phase d'expérimentation au GREP
Retour rapide sur l’histoire de ce Groupe :
- 1976 : Création d’un commando héliporté avec pour mission principale la projection de spécialistes avec matériels : dépose de sauveteurs avec matériels de désincarcération sur le périphérique en première intention, descente en rappel depuis le toit d’immeubles et projection de plongeurs et de circuits fermés Fenzy 55.
- 1977 : Création du GREP (Groupe de Reconnaissance, d’Exploration et de Plongeurs) à Issy-les-Moulineaux. Ce n’est que plus tard qu’il prendra son nom « d’Exploration en Profondeur ». Les missions de ces pompiers spécialisés sont alors l’aérien avec l’héliporté, la reconnaissance profonde et la plongée. Les plus anciens se souviennent d’une époque d’aventures et d’innovations mais également de quelques difficultés concernant leur perception par les collègues en unité classique.

La première corde utilisée par les Pompiers du GREP pour la descente en rappel de façades de bâtiments fut une corde dynamique de chez COUSIN de 9 mm, rapidement échangée contre une semi-statique. Les techniques de montagne ont également été mise en application pour la progression dans la structure de la Tour Eiffel (cordes dynamiques).
À cette époque, les premiers conseils techniques ont été donnés par le vendeur de la boutique du Vieux Campeur à Paris.
Le GREP est dès lors devenu le « couteau suisse » de la BSPP, ils ont, entre autres, expérimenté et développé de nombreux matériels comme la caméra thermique.
Il faut savoir que la BSPP a très tôt mis en place la « Fiche d’Idée Nouvelle », donnant la possibilité à chaque sapeur-pompier (peu importe son grade) de faire remonter au commandement des améliorations possibles dans les domaines de la technique et du matériel. Pour éviter que cette méthode ne puisse être bloquée par un supérieur, il existait en parallèle une remontée directe au Bureau des Études Générales (chargé notamment de la mise en place de tests opérationnels dans la caserne en question).
C’est également sous l’impulsion du GREP que le descendeur type Huit a été proposé pour compléter notre futur Lot De Sauvetage.

### Une nouvelle corde
Ce sont les sapeurs-pompiers qui ont imposé aux fabricants les éléments techniques concernant le matériel. La NIT 271-1 de 1994 indique les exigences auxquelles la corde doit se conformer pour être certifiée LSPCC.
Pendant les travaux préparatoires à la NIT 271.1, une idée force prédominait aux débats : avoir une corde spécifique au LSPCC, sécurisante et adaptée aux exigences du terrain. Il fallait convaincre l’ensemble des sapeurs-pompiers, surtout les non-spécialistes, de la résistance des cordes synthétiques. Plusieurs campagnes de tests ont été menées avec les entreprises COUSIN et Béal notamment.
De plus, les anneaux de cordelette ne faisant pas partie de l’inventaire du LDS, la traction de la corde lors d’une excavation devait se faire avec les gants, nécessitant un diamètre compatible. Le travail préalable de la BSPP avec des cordes de 13 mm a permis de retenir un diamètre de 12 mm (0+1mm) dans la NIT 271-1.
D’autres arguments ont par la suite confirmé ce choix comme le caractère sécurisant de ce diamètre lors de l’utilisation avec le huit descendeur ou encore une séparation marquée entre les domaines du risque courant et du GRIMP (12,5 mm et 10,5 mm).
La version Lot de Sauvetage au sens de la NIT 271-1 est issue d’un cheminement. Il y a d’abord eu la volonté de faire évoluer le cordage traditionnel en chanvre de la BSPP en une corde synthétique.
De 1992 à 1993, une démarche nationale est lancée, impulsée par la DGSC. L’objectif : créer un lot de sauvetage unique, fiable partout en France. Un groupe de travail se met en place regroupant des membres de la BSPP, du BMP, des différentes zones, en incluant des fabricants de matériels (COUSIN, BEAL, ANTEC et PETZL).
À cette même période se développe également une réflexion nationale sur le secours en milieux périlleux sous l’impulsion de Pierre Serrano (SDIS 48).

## Les compositions des différents lots de sauvetage

### La composition du lot de sauvetage engin
Le lot de sauvetage engin a une composition précise :
- un sac de transport de couleur jaune citron est destiné au transport du matériel.
- une corde longue statique de 30 m minimum et de diamètre 12-13 mm : elle peut supporter une charge de 3 000 kg. Elle a une élasticité égale ou inférieure à 4 %. La corde est dotée à chaque extrémité d'un nœud de huit double indémontable ou d'une gaine thermorétractable. La couleur sur la corde indique l'année de fabrication. La corde est à changer tous les 10 ans même si elle n'a pas servi.
- le descendeur de type huit : il peut résister à une charge de 2 000 kg. Son rôle est de contrôler la vitesse de descente de la victime ou du sapeur-pompier. Il sert également à assurer la victime et le sapeur-pompier lors de la remontée.
- les connecteurs symétriques à vis ou mousquetons à virole : au nombre de six, ils sont symétriques et ont une résistance de 2 000 kg (dû aux nœuds en 8 à chaque extrémité qui la fragilise) dans le grand axe et de 750 kg dans le petit axe. Ils permettent de relier entre eux les différents matériels. Il y a une règle à respecter : « jamais métal contre métal » car auparavant, les alliages étaient différents et avaient tendance à se déformer. Maintenant, l'alliage est le même pour toutes les pièces. Mais cette règle n'est pas toujours respectée.
- connecteurs à double verrouillage automatique ou mousquetons automatiques : il se bloque automatiquement pour éviter une éventuelle ouverture involontaire, due aux mouvements de la victime par exemple.
- poulie à joue fixe ou mobile : elle permet de dévier le chemin de la corde afin d’éviter les frottements. Elle sert également à démultiplier la force lors de la remontée et ainsi de hisser plus rapidement la victime lors d'un sauvetage en excavation. La largeur de la gorge est de 13 à 14 mm.
- harnais cuissard (ou harnais veste) : il peut être enfilé rapidement par le sauveteur. Il permet d’assurer sa descente et sa remontée.
- anneaux cousus : il y a trois anneaux bleus d’une longueur de 0,80 m et trois anneaux rouges de 1,50 m. Ils peuvent résister à une charge de 2 000 kg. Ils permettent d’amarrer les différents matériels sur des points fixes. Leurs largeurs est de 18 à 25 mm.
- le triangle d’évacuation : il permet de descendre ou de monter une victime. Il est composé d’une sangle rouge pour les membres supérieurs et d’une sangle bleue pour les membres inférieurs (moyen mnémotechnique : « rouge-gorge bleu-bas »).
- un fourreau de protection de corde : il permet d’éviter que la corde ne s’use sur des bords saillants.
- deux cordelettes à nœuds français : elles servent à faciliter la traction de la corde lors de la remontée.
- une commande de 30 m de long pour un diamètre de 7 mm permettant le dégagement de la victime lors des descentes de parois. Elle est aussi utilisé afin d'estimer une hauteur.
- un harnais anti-chute utilisé sur la victime pour l'évacuer, la sauver ou la mettre en sécurité si l'on doit agir rapidement ou sur le sauveteur.

### La composition du lot de sauvetage échelle
Le lot de sauvetage échelle a une composition précise :
- un sac de transport de couleur bleu est destiné au transport du matériel.
- une corde longue statique de 60 m minimum et de diamètre 12-13 mm : elle peut supporter une charge de 3 000 kg. Elle a une élasticité égale ou inférieure à 4 %. La corde est dotée à chaque extrémité d'un nœud de huit double ou d'une gaine thermorétractable. La couleur sur la corde indique l'année de fabrication. La corde est à changer tous les 10 ans même si elle n'a pas servi.
- le descendeur de type huit : il peut résister à une charge de 2 000 kg. Son rôle est de contrôler la vitesse de descente de la victime ou du sapeur-pompier. Il sert également à l’assurance de la victime et du sapeur lors de la remontée.
- les connecteurs symétriques à vis ou mousquetons à virole : au nombre de neuf, ils sont symétriques et ont une résistance de 2 000 kg (dû aux nœuds en 8 à chaque extrémité qui la fragilise) dans le grand axe et de 750 kg dans le petit axe. Ils permettent de relier entre eux les différents matériels. Il y a une règle à respecter : « jamais métal contre métal » car auparavant, les alliages étaient différents et avaient tendance à se déformer. Maintenant, l'alliage est le même pour toutes les pièces. Mais cette règle n'est pas toujours respectée.
- connecteurs à double verrouillage automatique ou mousquetons automatiques : il se bloque automatiquement pour éviter une éventuelle ouverture involontaire, due aux mouvements de la victime par exemple.
- poulie à joue fixe ou mobile : elle permet de dévier le chemin de la corde afin d’éviter les frottements. Elle sert également à démultiplier la force lors de la remontée et ainsi de hisser plus rapidement la victime lors d'un sauvetage en excavation. La largeur de la gorge est de 13 à 14 mm.
- harnais cuissard (ou harnais veste) et harnais biplace : il peut être enfilé rapidement par le sauveteur. Il permet d’assurer sa descente et sa remontée.
- anneaux cousus : il y a trois anneaux bleus d’une longueur de 0,80 m et trois anneaux rouges de 1,50 m. Ils peuvent résister à une charge de 2 000 kg. Ils permettent d’amarrer les différents matériels sur des points fixes. Leurs largeurs est de 18 à 25 mm.
- le triangle d’évacuation : il permet de descendre ou de monter une victime. Il est composé d’une sangle rouge pour les membres supérieurs et d’une sangle bleue pour les membres inférieurs (moyen mnémotechnique : « rouge-gorge bleu-bas »). Le triangle d'évacuation est en option dans le lot engin.
- un fourreau de protection de corde : il permet d’éviter que la corde ne s’use sur des bords saillants.
- deux cordelettes à nœuds français : elles servent à faciliter la traction de la corde lors de la remontée.
- une commande de 30 m de long pour un diamètre de 7 mm permettant le dégagement de la victime lors des descentes de parois. Elle est aussi utilisé afin d'estimer une hauteur.
- un harnais anti-chute (taille XL dans lot Échelle) utilisé sur la victime pour l'évacuer, la sauver ou la mettre en sécurité si l'on doit agir rapidement ou sur le sauveteur.

## Le contrôle et l'entretien du matériel

### Avant l'emploi
Afin d'éviter un sur-accident sur intervention, il est important de contrôler le matériel selon les fréquences définies, vérifier que rien n'est abîmé ou ne manque.

#### Vérifications tactiles
On vérifie l'absence :
- de corps étranger dans les agrès en fibres synthétiques
- d'écrasement, de sur-souplesse ou de sur-rigidité de l'âme de la corde
- de trace de détérioration par abrasion ou d'usure de la gaine

#### Vérifications visuelles
On s'assure de l'absence :
- de fissure ou cassure des pièces métalliques
- d'usures ou souillures des agrès en fibres synthétiques et de leurs coutures skipe

### Après l'emploi
Après l'intervention, on effectue les mêmes vérifications tactiles et visuelles qu'avant l'emploi. On va également laver la corde et la commande si elles sont souillées à moins de  à l'eau douce sans utilisation de détergent puis les faire sécher à plat et à l'ombre.

### Cause de réforme immédiate
Tout doute sur l'état d'un agrès cause son envoi au centre de contrôle qui effectue des tests plus poussés afin de déterminer l'état de l'agrès. Dans certain cas, on n'a pas besoin de passer par ce centre pour réformer un agrès.
Un agrès est réformé automatiquement s'il a :
- été exposé à une atmosphère corrosive
- été souillé par des produits corrosifs
- été brûlé ou fondu en partie
- été coupé ou usé laissant paraître l'âme de la corde pour la corde
- subi une réduction de son diamètre ou de sa longueur, ou une anomalie au niveau de la souplesse pour les cordes

## Les différentes manœuvres des sapeurs-pompiers
Ce lot de sauvetage et de protection contre les chutes peut servir aux sapeurs-pompiers de différentes manières.

### Sauvetage
Le sauvetage est une opération par laquelle on essaie de tirer quelqu’un ou quelque chose d’un grave danger, d’une situation critique, d’où la victime ne peut pas s’extraire d’elle-même.
Il existe plusieurs manœuvres pour effectuer ces sauvetages :
- La manœuvre par l’extérieur, c’est-à-dire l’évacuation d’une victime consciente ou inconsciente. La solution la plus simple et la plus cohérente est recherchée en cas de danger immédiat. Lors d’un sauvetage, il peut être suffisant de monter ou descendre la victime de quelques mètres pour la mettre en sécurité. Pour cette manœuvre, le chef sapeur-pompier installe le triangle d’évacuation sur la victime. Pendant ce temps, son équipier doit attacher deux anneaux cousus sur le point fixe désigné par son chef au préalable . On appelle point fixe tout objet ou structure convenablement ancré offrant une résistance suffisante à l’effort demandé. Sur les deux anneaux cousus, il attache, à l’aide d’un mousqueton à virole, le descendeur type huit dans lequel il a passé, au préalable, la corde. Une extrémité de la corde est ensuite accrochée, à l’aide du mousqueton sécurité, sur le triangle d’évacuation. Les sapeurs-pompiers accrochent ensuite l’extrémité de la commande en sac dans le dos de la victime. Ils hissent la victime par la fenêtre et la font descendre en régulant la vitesse grâce au descendeur type huit. Pendant la descente, le second binôme de sapeur-pompier écarte la victime du mur en tirant sur la commande en sac.
- La manœuvre spécifique. Le principe est le même que pour la manœuvre par l’extérieur, à la différence que cette fois le point fixe servant au dispositif de descente sera l’équipier du binôme. Pendant que le chef équipe la victime du triangle d’évacuation, l’équipier s’équipe du harnais cuissard. Le descendeur type huit est directement attaché au harnais grâce à un mousqueton à virole. La fin de la manœuvre reste la même. Cette manœuvre est également appelée « point fixe humain ».
- La manœuvre d’excavation. Son principe est de remonter une victime consciente ou inconsciente. Pour cette manœuvre, on a besoin de deux lots de sauvetages et de protection contre les chutes. Le premier dispositif permet au gradé sauveteur, équipé du harnais, de rejoindre la victime et ainsi de pouvoir l’équiper du triangle d’évacuation. Le deuxième permet de remonter la victime.

### Protection
Le lot permet également aux sapeurs-pompiers de pouvoir progresser en sécurité. Par exemple, lors d’une progression sur un toit, le sapeur-pompier, équipé du harnais, devra réaliser des points d’ancrage, à l’aide des mousquetons à virole et des anneaux cousus, le plus régulièrement possible afin d’éviter qu’il n'y ait un facteur de chute trop important.

## Sauvetages en milieu périlleux
Les sauvetages ne pouvant pas être réalisés à l’aide du LSPCC sont effectués par le groupe de reconnaissance et d’intervention en milieu périlleux (GRIMP). C’est une cellule spécialisée des sapeurs-pompiers qui est appelée lors d’une intervention nécessitant des techniques et des savoir-faire particuliers de spéléologie et d’alpinisme. Ses équipes sont formées et entraînées pour intervenir sur des sites naturels ou urbains, sentiers rocheux, falaises, bâtiments industriels, grues, puits de mines, etc. Ils utilisent du matériel complétant l’utilisation du lot de sauvetage.